# Patinage artistique aux Jeux olympiques de 1998
Navigation
Lillehammer 1994 Salt Lake City 2002
Les épreuves de patinage artistique aux Jeux olympiques d'hiver de 1998 se déroulent du 8 au 20 février 1998 au White Ring de Nagano au Japon.  
Les compétitions regroupent trente-sept pays et cent quarante-cinq athlètes (soixante-treize hommes et soixante-douze femmes).
Quatre épreuves sont disputées :
- Concours Messieurs (le 12 février pour le programme court et le 14 février pour le programme libre).
- Concours Dames (le 18 février pour le programme court et le 20 février pour le programme libre).
- Concours Couples (le 8 février pour le programme court et le 10 février pour le programme libre).
- Concours Danse sur glace (le 13 février pour les danses imposées, le 15 février pour la danse originale et le 16 février pour la danse libre)

Pour la première fois, plus de trente pays participent aux épreuves de patinage artistique des Jeux olympiques d'hiver ; et pour la première fois également, au moins vingt couples artistiques participent aux jeux olympiques d'hiver.

## Qualifications
Les patineurs sont éligibles à l'épreuve s'ils représentent une nation membre du Comité international olympique et de l'Union internationale de patinage (International Skating Union en anglais). Les fédérations nationales sélectionnent leurs patineurs en fonction de leurs propres critères.
Sur la base des résultats des championnats du monde 1997, l'Union internationale de patinage autorise chaque pays à avoir de une à trois inscriptions par discipline.
| Entrées | Messieurs                           | Dames                              | Couples                     | Danse sur glace                           |
| --- | ----------------------------------- | ---------------------------------- | --------------------------- | ----------------------------------------- |
| 3 | Canada Russie États-Unis            | France Russie États-Unis           | Allemagne Russie États-Unis | France Russie                             |
| 2 | Allemagne Azerbaïdjan Japon Ukraine | Allemagne Autriche Hongrie Ukraine | Canada France Pologne       | Canada Italie Lituanie Ukraine États-Unis |
| Les pays non listés dans ce tableau peuvent avoir une entrée si leurs patineurs remplissent des critères de sélections de l'Union internationale de patinage. |                                     |                                    |                             |                                           |

## Participants

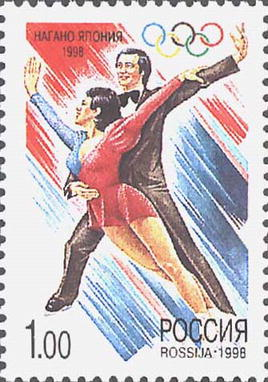
Timbre russe émis à l'occasion des XVIIIe Jeux Olympiques d'hiver.

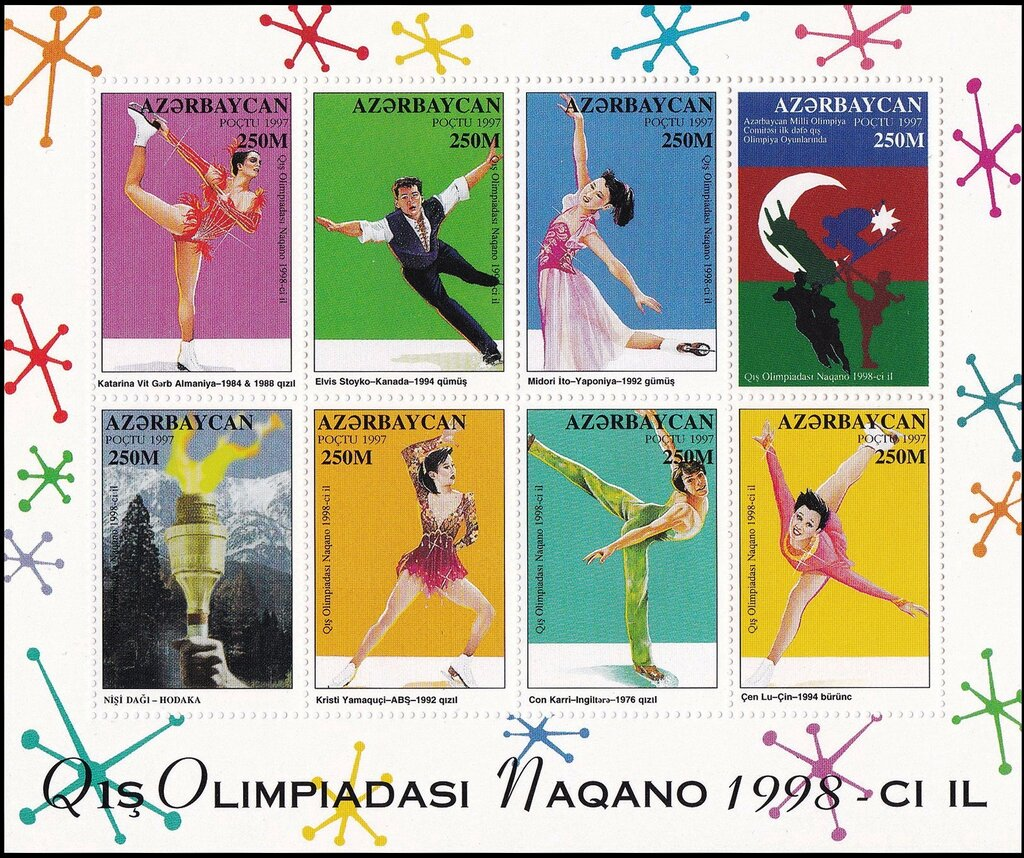
Timbres azéris émis à l'occasion des XVIIIe Jeux Olympiques d'hiver.

145 patineurs de 37 nations participent aux Jeux olympiques d'hiver de 1998 : 73 hommes et 72 femmes.
L'Arménie, l'Azerbaïdjan, le Luxembourg et la Slovaquie participent pour la première fois aux épreuves de patinage artistique des Jeux olympiques d'hiver.
| Pays           | Participants Hommes | Participantes Femmes | Nombre d'hommes | Nombre de femmes | Nombre total |
| -------------- | --- | --- | --------------- | ---------------- | ------------ |
| Afrique du Sud | | Shirene Human | 0               | 1                | 1            |
| Allemagne      | René Lohse Mirko Müller Ingo Steuer                                                                                         | Peggy Schwarz Kati Winkler Mandy Wötzel | 3               | 3                | 6            |
| Arménie        | Alexander Chestnikh Samuel Gezalian                                                                                         | Maria Krasiltseva Ksenia Smetanenko | 2               | 2                | 4            |
| Australie      | Stephen Carr Anthony Liu | Danielle Carr Joanne Carter | 2               | 2                | 4            |
| Autriche       | | Julia Lautowa | 0               | 1                | 1            |
| Azerbaïdjan    | Aleksandr Anichenko Igor Pashkevich                                                                                         | Yulia Vorobieva Inga Rodionova | 2               | 2                | 4            |
| Biélorussie    | Nikolai Morozov | Tatiana Navka | 1               | 1                | 2            |
| Bulgarie       | Ivan Dinev Maxim Staviski                                                                                                   | Albena Denkova Sofia Penkova | 2               | 2                | 4            |
| Canada         | Luc Bradet Michel Brunet Victor Kraatz Jeffrey Langdon Elvis Stojko Kris Wirtz                                              | Shae-Lynn Bourne Chantal Lefebvre Kristy Sargeant Marie-Claude Savard-Gagnon                                                                           | 6               | 4                | 10           |
| Chine          | Guo Zhengxin Zhao Hongbo | Chen Lu Shen Xue | 2               | 2                | 4            |
| Corée du Sud   | Lee Kyu-hyun | | 1               | 0                | 1            |
| Croatie        | | Ivana Jakupcevic | 0               | 1                | 1            |
| Danemark       | Michael Tyllesen | | 1               | 0                | 1            |
| Espagne        | | Marta Andrade | 0               | 1                | 1            |
| Estonie        | Margus Hernits | | 1               | 0                | 1            |
| États-Unis     | Charles Butler Jason Dungjen Todd Eldredge Todd Sand Jerod Swallow Michael Weiss                                            | Nicole Bobek Kyoko Ina Jessica Joseph Michelle Kwan Tara Lipinski Jenni Meno Elizabeth Punsalan                                                        | 6               | 7                | 13           |
| Finlande       | | Alisa Drei | 0               | 1                | 1            |
| France         | Stéphane Bernadis Philippe Candeloro Martial Jaffredo Pascal Lavanchy Nicolas Osseland Gwendal Peizerat                     | Sarah Abitbol Marina Anissina Surya Bonaly Dominique Deniaud Vanessa Gusmeroli Laëtitia Hubert Sabrina Lefrançois Sophie Moniotte                      | 6               | 8                | 14           |
| Hongrie        | Szabolcs Vidrai | Júlia Sebestyén | 1               | 1                | 2            |
| Israël         | Sergei Sakhnovski Michael Shmerkin                                                                                          | Galit Chait | 2               | 1                | 3            |
| Italie         | Pasquale Camerlengo Maurizio Margaglio Gilberto Viadana                                                                     | Tony Bombardieri Barbara Fusar-Poli Diane Gerencser | 3               | 3                | 6            |
| Japon          | Shin Amano Takeshi Honda Yamato Tamura Hiroshi Tanaka                                                                       | Marie Arai Shizuka Arakawa Aya Kawai | 4               | 3                | 7            |
| Kazakhstan     | Dmitri Kazarlyga Andrei Krukov Yuri Litvinov                                                                                | Marina Khalturina Elizaveta Stekolnikova | 3               | 2                | 5            |
| Lituanie       | Povilas Vanagas | Margarita Drobiazko | 1               | 1                | 2            |
| Luxembourg     | Patrick Schmit | | 1               | 0                | 1            |
| Ouzbékistan    | Roman Skorniakov | Tatiana Malinina | 1               | 1                | 2            |
| Pologne        | Sebastian Kolasiński Mariusz Siudek                                                                                         | Sylwia Nowak Anna Rechnio Dorota Zagórska | 2               | 3                | 5            |
| Roumanie       | Cornel Gheorghe | | 1               | 0                | 1            |
| Royaume-Uni    | Steven Cousins | | 1               | 0                | 1            |
| Russie         | Ilia Averboukh Andrei Bushkov Artur Dmitriev Ilia Kulik Oleg Ovsiannikov Ievgueni Platov Anton Sikharulidze Aleksey Yagudin | Elena Berejnaïa Maria Butyrskaya Marina Eltsova Oksana Grichtchouk Oksana Kazakova Anzhelika Krylova Irina Lobatcheva Ielena Sokolova Irina Sloutskaïa | 8               | 9                | 17           |
| Slovaquie      | Róbert Kažimír | | 1               | 0                | 1            |
| Slovénie       | | Mojca Kopač | 0               | 1                | 1            |
| Suède          | | Helena Grundberg | 0               | 1                | 1            |
| Suisse         | Patrick Meier | | 1               | 0                | 1            |
| Taipei chinois | David Liu | | 1               | 0                | 1            |
| Tchéquie       | Otto Dlabola Martin Šimeček                                                                                                 | Kateřina Beránková Lenka Kulovaná Kateřina Mrázová | 2               | 3                | 5            |
| Ukraine        | Dmytro Dmytrenko Ruslan Honcharov Igor Marchenko Igor Yaroshenko Vyacheslav Zahorodnyuk                                     | Evgenia Filonenko Olena Hrushyna Yulia Lavrenchuk Elena Liashenko Irina Romanova                                                                       | 5               | 5                | 10           |
| Total          | Total | Total | 73              | 72               | 145          |

## Podiums
| Épreuves                            | Or                                   | Argent                               | Bronze                             |
| ----------------------------------- | ------------------------------------ | ------------------------------------ | ---------------------------------- |
| Messieurs résultats détaillés       | Ilia Kulik                           | Elvis Stojko                         | Philippe Candeloro                 |
| Dames résultats détaillés           | Tara Lipinski                        | Michelle Kwan                        | Chen Lu                            |
| Couples résultats détaillés         | Oksana Kazakova / Artur Dmitriev     | Elena Berejnaïa / Anton Sikharulidze | Mandy Wötzel / Ingo Steuer         |
| Danse sur glace résultats détaillés | Oksana Grichtchouk / Ievgueni Platov | Anzhelika Krylova / Oleg Ovsiannikov | Marina Anissina / Gwendal Peizerat |

## Tableau des médailles
| Rang  | Pays       | Médaille d'or, Jeux olympiques | Médaille d'argent, Jeux olympiques | Médaille de bronze, Jeux olympiques | Total |
| 1     | Russie     | 3                              | 2                                  | 0                                   | 5     |
| 2     | États-Unis | 1                              | 1                                  | 0                                   | 2     |
| 3     | Canada     | 0                              | 1                                  | 0                                   | 1     |
| 4     | France     | 0                              | 0                                  | 2                                   | 2     |
| 5     | Allemagne  | 0                              | 0                                  | 1                                   | 1     |
| 5     | Chine      | 0                              | 0                                  | 1                                   | 1     |
| Total | Total      | 4                              | 4                                  | 4                                   | 12    |

## Détails des compétitions
Pour la saison 1997/1998, les calculs des points se font selon la méthode suivante :
- chez les Messieurs, les Dames et les Couples artistiques (0.5 point par place pour le programme court, 1 point par place pour le programme libre)
- en danse sur glace (0.4 point par place pour les deux danses imposées, 0.6 point par place pour la danse originale, 1 point par place pour la danse libre)

### Messieurs
| Rang                                        | Nom                    | Nation         | Points | Prog. court | Prog. libre |
| ------------------------------------------- | ---------------------- | -------------- | ------ | ----------- | ----------- |
| 1                                           | Ilia Kulik             | Russie         | 1.5    | 1           | 1           |
| 2                                           | Elvis Stojko           | Canada         | 4.0    | 2           | 3           |
| 3                                           | Philippe Candeloro     | France         | 4.5    | 5           | 2           |
| 4                                           | Todd Eldredge          | États-Unis     | 5.5    | 3           | 4           |
| 5                                           | Aleksey Yagudin        | Russie         | 7.0    | 4           | 5           |
| 6                                           | Steven Cousins         | Royaume-Uni    | 10.0   | 6           | 7           |
| 7                                           | Michael Weiss          | États-Unis     | 11.5   | 11          | 6           |
| 8                                           | Guo Zhengxin           | Chine          | 14.0   | 10          | 9           |
| 9                                           | Michael Tyllesen       | Danemark       | 15.5   | 9           | 11          |
| 10                                          | Vyacheslav Zahorodnyuk | Ukraine        | 16.0   | 16          | 8           |
| 11                                          | Ivan Dinev             | Bulgarie       | 17.5   | 7           | 14          |
| 12                                          | Jeffrey Langdon        | Canada         | 18.5   | 17          | 10          |
| 13                                          | Szabolcs Vidrai        | Hongrie        | 19.0   | 12          | 13          |
| 14                                          | Dmytro Dmytrenko       | Ukraine        | 20.0   | 8           | 16          |
| 15                                          | Takeshi Honda          | Japon          | 21.0   | 18          | 12          |
| 16                                          | Igor Pashkevich        | Azerbaïdjan    | 21.5   | 13          | 15          |
| 17                                          | Yamato Tamura          | Japon          | 24.5   | 15          | 17          |
| 18                                          | Michael Shmerkin       | Israël         | 25.0   | 14          | 18          |
| 19                                          | Roman Skorniakov       | Ouzbékistan    | 29.0   | 20          | 19          |
| 20                                          | Margus Hernits         | Estonie        | 29.5   | 19          | 20          |
| 21                                          | Cornel Gheorghe        | Roumanie       | 31.5   | 21          | 21          |
| 22                                          | Patrick Meier          | Suisse         | 33.0   | 22          | 22          |
| 23                                          | Gilberto Viadana       | Italie         | 35.0   | 24          | 23          |
| 24                                          | Lee Kyu-hyun           | Corée du Sud   | 35.5   | 23          | 24          |
| Patineurs éliminés après le programme court |                        |                |        |             |             |
| 25                                          | Anthony Liu            | Australie      |        | 25          | NC          |
| 26                                          | Róbert Kažimír         | Slovaquie      |        | 26          | NC          |
| 27                                          | David Liu              | Taipei chinois |        | 27          | NC          |
| 28                                          | Yuri Litvinov          | Kazakhstan     |        | 28          | NC          |
| 29                                          | Patrick Schmit         | Luxembourg     |        | 29          | NC          |

### Dames
| Rang                                          | Nom               | Nation         | Points | Prog. court | Prog. libre |
| --------------------------------------------- | ----------------- | -------------- | ------ | ----------- | ----------- |
| 1                                             | Tara Lipinski     | États-Unis     | 2.0    | 2           | 1           |
| 2                                             | Michelle Kwan     | États-Unis     | 2.5    | 1           | 2           |
| 3                                             | Chen Lu           | Chine          | 5.0    | 4           | 3           |
| 4                                             | Maria Butyrskaya  | Russie         | 5.5    | 3           | 4           |
| 5                                             | Irina Sloutskaïa  | Russie         | 7.5    | 5           | 5           |
| 6                                             | Vanessa Gusmeroli | France         | 10.0   | 8           | 6           |
| 7                                             | Ielena Sokolova   | Russie         | 12.0   | 10          | 7           |
| 8                                             | Tatiana Malinina  | Ouzbékistan    | 12.5   | 9           | 8           |
| 9                                             | Elena Liashenko   | Ukraine        | 13.5   | 7           | 10          |
| 10                                            | Surya Bonaly      | France         | 14.0   | 6           | 11          |
| 11                                            | Yulia Lavrenchuk  | Ukraine        | 16.5   | 15          | 9           |
| 12                                            | Joanne Carter     | Australie      | 17.5   | 11          | 12          |
| 13                                            | Shizuka Arakawa   | Japon          | 21.0   | 14          | 14          |
| 14                                            | Julia Lautowa     | Autriche       | 23.5   | 21          | 13          |
| 15                                            | Júlia Sebestyén   | Hongrie        | 24.5   | 19          | 15          |
| 16                                            | Yulia Vorobieva   | Azerbaïdjan    | 25.0   | 18          | 16          |
| 17                                            | Nicole Bobek      | États-Unis     | 25.5   | 17          | 17          |
| 18                                            | Lenka Kulovaná    | Tchéquie       | 26.0   | 16          | 18          |
| 19                                            | Anna Rechnio      | Pologne        | 26.5   | 13          | 20          |
| 20                                            | Laëtitia Hubert   | France         | 27.0   | 12          | 21          |
| 21                                            | Alisa Drei        | Finlande       | 29.0   | 20          | 19          |
| 22                                            | Marta Andrade     | Espagne        | 34.0   | 24          | 22          |
| 23                                            | Mojca Kopač       | Slovénie       | 34.0   | 22          | 23          |
| 24                                            | Shirene Human     | Afrique du Sud | 35.5   | 23          | 24          |
| Patineuses éliminées après le programme court |                   |                |        |             |             |
| 25                                            | Ivana Jakupcevic  | Croatie        |        | 25          | NC          |
| 26                                            | Helena Grundberg  | Suède          |        | 26          | NC          |
| 27                                            | Tony Bombardieri  | Italie         |        | 27          | NC          |
| 28                                            | Sofia Penkova     | Bulgarie       |        | 28          | NC          |

### Couples
| Rang | Nom                                     | Nation      | Points | Prog. court | Prog. libre |
| ---- | --------------------------------------- | ----------- | ------ | ----------- | ----------- |
| 1    | Oksana Kazakova / Artur Dmitriev        | Russie      | 1.5    | 1           | 1           |
| 2    | Elena Berejnaïa / Anton Sikharulidze    | Russie      | 3.5    | 3           | 2           |
| 3    | Mandy Wötzel / Ingo Steuer              | Allemagne   | 4.0    | 2           | 3           |
| 4    | Kyoko Ina / Jason Dungjen               | États-Unis  | 6.0    | 4           | 4           |
| 5    | Shen Xue / Zhao Hongbo                  | Chine       | 9.0    | 8           | 5           |
| 6    | Sarah Abitbol / Stéphane Bernadis       | France      | 9.5    | 7           | 6           |
| 7    | Marina Eltsova / Andrei Bushkov         | Russie      | 9.5    | 5           | 7           |
| 8    | Jenni Meno / Todd Sand                  | États-Unis  | 12.0   | 6           | 9           |
| 9    | Peggy Schwarz / Mirko Müller            | Allemagne   | 12.5   | 9           | 8           |
| 10   | Dorota Zagórska / Mariusz Siudek        | Pologne     | 16.0   | 10          | 11          |
| 11   | Evgenia Filonenko / Igor Marchenko      | Ukraine     | 16.5   | 13          | 10          |
| 12   | Kristy Sargeant / Kris Wirtz            | Canada      | 17.5   | 11          | 12          |
| 13   | Danielle McGrath / Stephen Carr         | Australie   | 20.5   | 15          | 13          |
| 14   | Marina Khalturina / Andrei Krukov       | Kazakhstan  | 22.0   | 16          | 14          |
| 15   | Kateřina Beránková / Otto Dlabola       | Tchéquie    | 22.0   | 14          | 15          |
| 16   | Marie-Claude Savard-Gagnon / Luc Bradet | Canada      | 22.0   | 12          | 16          |
| 17   | Sabrina Lefrançois / Nicolas Osseland   | France      | 25.5   | 17          | 17          |
| 18   | Inga Rodionova / Aleksandr Anichenko    | Azerbaïdjan | 27.5   | 19          | 18          |
| 19   | Maria Krasiltseva / Alexander Chestnikh | Arménie     | 28.0   | 18          | 19          |
| 20   | Marie Arai / Shin Amano                 | Japon       | 30.0   | 20          | 20          |

### Danse sur glace
| Rang | Nom                                       | Nation      | Points | Danse imposée 1 | Danse imposée 2 | Danse originale | Danse libre |
| ---- | ----------------------------------------- | ----------- | ------ | --------------- | --------------- | --------------- | ----------- |
| 1    | Oksana Grichtchouk / Ievgueni Platov      | Russie      | 2.0    | 1               | 1               | 1               | 1           |
| 2    | Anzhelika Krylova / Oleg Ovsiannikov      | Russie      | 4.0    | 2               | 2               | 2               | 2           |
| 3    | Marina Anissina / Gwendal Peizerat        | France      | 7.0    | 3               | 3               | 3               | 4           |
| 4    | Shae-Lynn Bourne / Victor Kraatz          | Canada      | 7.2    | 5               | 4               | 4               | 3           |
| 5    | Irina Lobatcheva / Ilia Averboukh         | Russie      | 9.8    | 4               | 5               | 5               | 5           |
| 6    | Barbara Fusar-Poli / Maurizio Margaglio   | Italie      | 12.0   | 6               | 6               | 6               | 6           |
| 7    | Elizabeth Punsalan / Jerod Swallow        | États-Unis  | 14.0   | 7               | 7               | 7               | 7           |
| 8    | Margarita Drobiazko / Povilas Vanagas     | Lituanie    | 16.2   | 8               | 9               | 8               | 8           |
| 9    | Irina Romanova / Igor Yaroshenko          | Ukraine     | 18.4   | 9               | 8               | 10              | 9           |
| 10   | Kati Winkler / René Lohse                 | Allemagne   | 19.8   | 11              | 11              | 9               | 10          |
| 11   | Sophie Moniotte / Pascal Lavanchy         | France      | 22.2   | 10              | 10              | 12              | 11          |
| 12   | Sylwia Nowak / Sebastian Kolasiński       | Pologne     | 23.4   | 12              | 12              | 11              | 12          |
| 13   | Kateřina Mrázová / Martin Šimeček         | Tchéquie    | 26.0   | 13              | 13              | 13              | 13          |
| 14   | Galit Chait / Sergei Sakhnovski           | Israël      | 28.56  | 17              | 14              | 14              | 14          |
| 15   | Olena Hrushyna / Ruslan Honcharov         | Ukraine     | 30.2   | 15              | 16              | 15              | 15          |
| 16   | Tatiana Navka / Nikolai Morozov           | Biélorussie | 32.0   | 14              | 15              | 17              | 16          |
| 17   | Diane Gerencser / Pasquale Camerlengo     | Italie      | 33.2   | 16              | 17              | 16              | 17          |
| 18   | Albena Denkova / Maxim Staviski           | Bulgarie    | 36.0   | 18              | 18              | 18              | 18          |
| 19   | Chantal Lefebvre / Michel Brunet          | Canada      | 38.0   | 19              | 19              | 19              | 19          |
| 20   | Dominique Deniaud / Martial Jaffredo      | France      | 40.8   | 20              | 21              | 21              | 20          |
| 21   | Jessica Joseph / Charles Butler           | États-Unis  | 41.4   | 22              | 20              | 20              | 21          |
| 22   | Elizaveta Stekolnikova / Dmitri Kazarlyga | Kazakhstan  | 44.2   | 23              | 22              | 22              | 22          |
| 23   | Aya Kawai / Hiroshi Tanaka                | Japon       | 45.6   | 21              | 23              | 23              | 23          |
| 24   | Ksenia Smetanenko / Samuel Gezalian       | Arménie     | 48.0   | 24              | 24              | 24              | 24          |